# Agustín Landa Verdugo
Agustín Landa Verdugo (1923-2009). Arquitecto mexicano que falleció el 3 de octubre de 2009 en Ciudad de México.[cita requerida]
Estudió en la Academia de San Carlos durante la época de transición de las enseñanzas clásicas al racionalismo modernista. Fue alumno de Mario Pani Darqui y de José Villagrán García. Su hijo fue el arquitecto mexicano Agustín Landa Vértiz y su nieto es el también arquitecto Agustín Landa Ruiloba.

## Breve nota biográfica
Fundó un despacho con su hermano Enrique Landa Verdugo, el cual se distinguió por su lenguaje moderno, y fue uno de los más prolíficos de México durante el siglo XX. 
Agustín Landa recibió la mención de honor en la primera Bienal de arquitectura mexicana con el proyecto de una casa de oración en Huixquilucan, Estado de México. Agustín Landa fue maestro de la escuela de arquitectura de la UNAM durante veinte años, de 1948 a 1968. Agustín Landa fue también director del FOVI (Fondo de Vivienda) y participó en la creación de INFRATUR, hoy FONATUR.

## Obras representativas
Entre las principales obras del despacho de los hermanos Landa encuentran las siguientes. Todas ellas, a excepción de las obras urbanas, están ubicadas en la Ciudad de México:
- El programa de hospitales y clínicas del Instituto de Seguridad y Servicios Sociales de los Trabajadores del Estado, con el diseño del Centro Médico Nacional 20 de Noviembre, cinco hospitales de zona y cuarenta y ocho clínicas de atención, construidas a partir de un proyecto modular que se repitió en todas las delegaciones de la Ciudad de México.
- La fábrica de billetes, la fábrica de moneda y los laboratorios de hacienda.
- La fábrica de la comisión de libros de texto gratuitos.
- Una sección de la Unidad Habitacional John F. Kennedy. (El resto de los edificios del complejo fueron diseñados por Mario Pani Darqui)
- Unidad Habitacional Loma Hermosa.
- Unidad Habitacional Lomas de Sotelo.
- Unidad Habitacional Ejército Nacional.
- Una sección de la Unidad Habitacional Pedregal de Carrasco.
- La Parroquia Francesa, ubicada en la Colonia Chapultepec-Morales.
- El Edificio del Banco HSBC, antes Financiera México, en Paseo de la Reforma.
- El Edificio del antiguo Banco Azteca, en la calle Madero.
- El Edificio Somex, en Paseo de la Reforma.

## Diseño de complejos urbanos

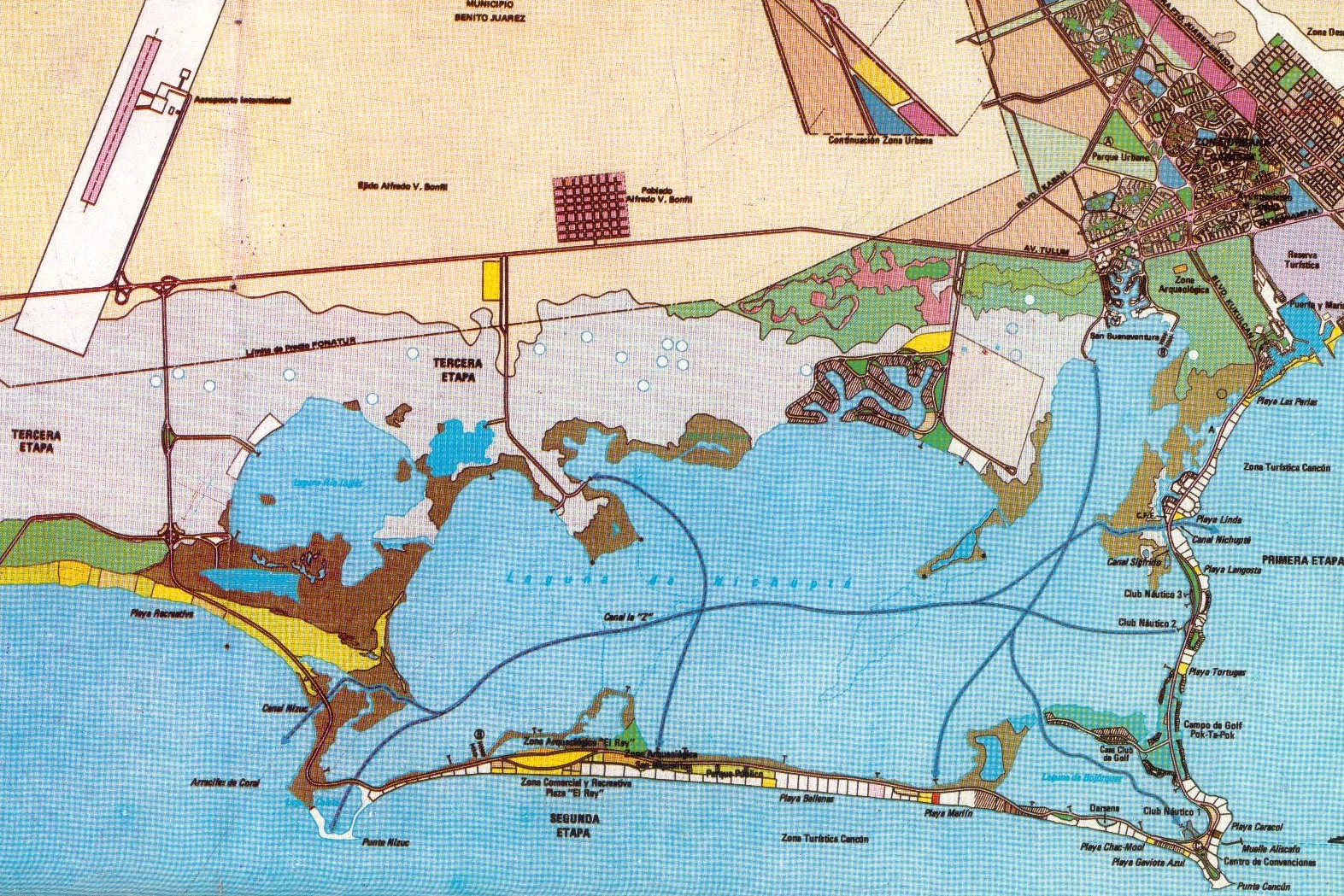
Plan Maestro de Cancún, diseñado por Enrique y Agustín Landa.

La más importante contribución al desarrollo urbano del país por parte de los hermanos Enrique y Agustín Landa fue el plan maestro de la nueva ciudad de Cancún, así como su primer hotel, el Cancún Caribe, hoy Hyatt. Los hermanos Landa diseñaron también el plan maestro de Ixtapa-Zihuatanejo, los de Loreto y Los Cabos en Baja California Sur, y otros complejos urbanos como Ciudad Sahagún.
- Datos: Q399294